# Islas Finocchiarola
Las Islas Finocchiarola (en francés: Îles Finocchiarola; en corso: Finuchjarola) forman un archipiélago deshabitado del mar Tirreno, en la región de Córcega al sureste de Francia. Están ubicadas cerca de la costa noreste de Cabo Corse, en la comuna de Rogliano, entre la bahía de Tamarone (sur) y la de Santa María (norte), y consiste en tres islas desérticas:
- A Terra, la más cercana a la costa (200 m);
- Mezzana, la isla central;
- Finocchiarola, la más grande, la isla más alta y la más larga (500 m), alcanza su punto más alto a 27 m en una torre en ruinas.